# Палим (Сепське сільське поселення)
Пали́м (рос. Палым) — присілок в Ігринському районі Удмуртії, Росія.

## Населення
Населення — 6 осіб (2010; 12 в 2002).
Національний склад станом на 2002 рік:
- удмурти — 92 %

## Урбаноніми[3]
- вулиці — Джерельна, Палимська